# توفانداغ
توفانداغ (به لاتین: Tufandağ) یک کوه در جمهوری آذربایجان است که در شهرستان قوبا واقع شده‌است. توفانداغ ۴٬۱۹۱ متر بالاتر از سطح دریا واقع شده‌است.